# تگیرمنتی (شهرستان کمین)
تگیرمنتی (به لاتین: Tegirmenti) یک منطقهٔ مسکونی در قرقیزستان است که در شهرستان کمین واقع شده‌است. تگیرمنتی ۱٬۴۴۶ نفر جمعیت دارد و ۱٬۶۵۰ متر بالاتر از سطح دریا واقع شده‌است.